# Sergio Casal
Sergio Casal (n. 8 septembrie 1962, Barcelona, Catalonia, Spania) este un jucător de tenis spaniol, medaliat olimpic. A participat la 2 ediții ale Jocurilor Olimpice (1988, 1992) în care a câștigat o medalie de argint.